# Prejmer
Prejmer (en alemany: Tartlau; hongarès: Prázsmár) és una comuna de la província de Brașov, Transsilvània. Està composta per tres pobles: Lunca Câlnicului (Farkasvágó), Prejmer, i Stupinii Prejmerului (Rohrau; Méheskert). Es troba a 18 km al nord-est de Sostenidorșov, i el riu Olt hi passa.
Al 2011 cens, 90.7% dels habitants eren romanesos, 6.3% gitanos, 1.9% hongaresos i 0.8% alemanys.

## Història
Els cavallers teutònics van construir la fortalesa de Tartlau entre 1212 i 1213 com a part de la seva colonització de la regió de Burzenland. La ciutat de Prejmer, prop del castell, havia començat a desenvolupar-se el 1225 i era l'assentament més oriental dels saxons de Transsilvània. Prejmer va ser envaït repetidament al llarg de l'edat mitjana per diversos grups, inclosos els mongols, els tàtars, els hongaresos, els turcs otomans, els cosacs i els moldaus. Tanmateix, el castell només va ser capturat una vegada, per Gabriel Báthory el 1611. La majoria de la població alemanya de Prejmer va fugir de la comuna després de la Revolució Romanesa de 1989.
Prejmer destaca per la seva església fortificada, una de les més ben conservades d’aquest tipus a l’Europa de l’Est. Entre el 1962 i 1970, el govern romanès la va restaurar amb cura a la seva condició actual; els treballs de restauració es van fer sota la direcció de l'arquitecta Mariana Angelescu i l'enginyer Alexandru Dobriceanu. L'església té el model de les esglésies de Jerusalem, a més de ser construïda a l'estil de les esglésies del gòtic tardà de Renània. Al segle xv estava envoltada per un mur de 12 m d’alçada que formava un quadrilàter amb cantonades arrodonides. La muralla estava reforçada per quatre torres en forma de ferradura, dues d’elles desaparegudes. L'entrada, una galeria voltada està protegida per una barbacana i flanquejada per una paret lateral. L'estructura defensiva es veu reforçada per espitlleres i bretecs, mentre que el camí cobert està envoltat per un ampit. Els graners i les habitacions que acollien els vilatans es distribueixen en quatre nivells sobre els cellers.

## Fills il·lustres
- Darie Magheru (1923–1983), poeta i actor de teatre romanès
- Leonard Oprea (n. 1953), escriptor romanès

## Galeria

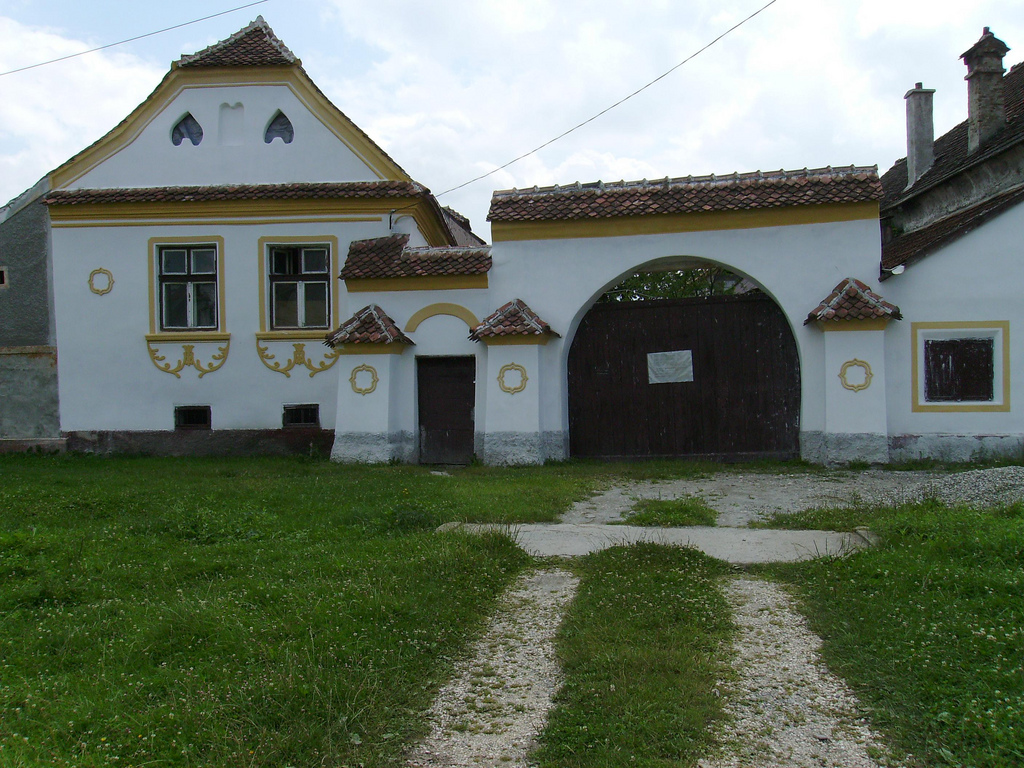
Casa típica a Prejmer
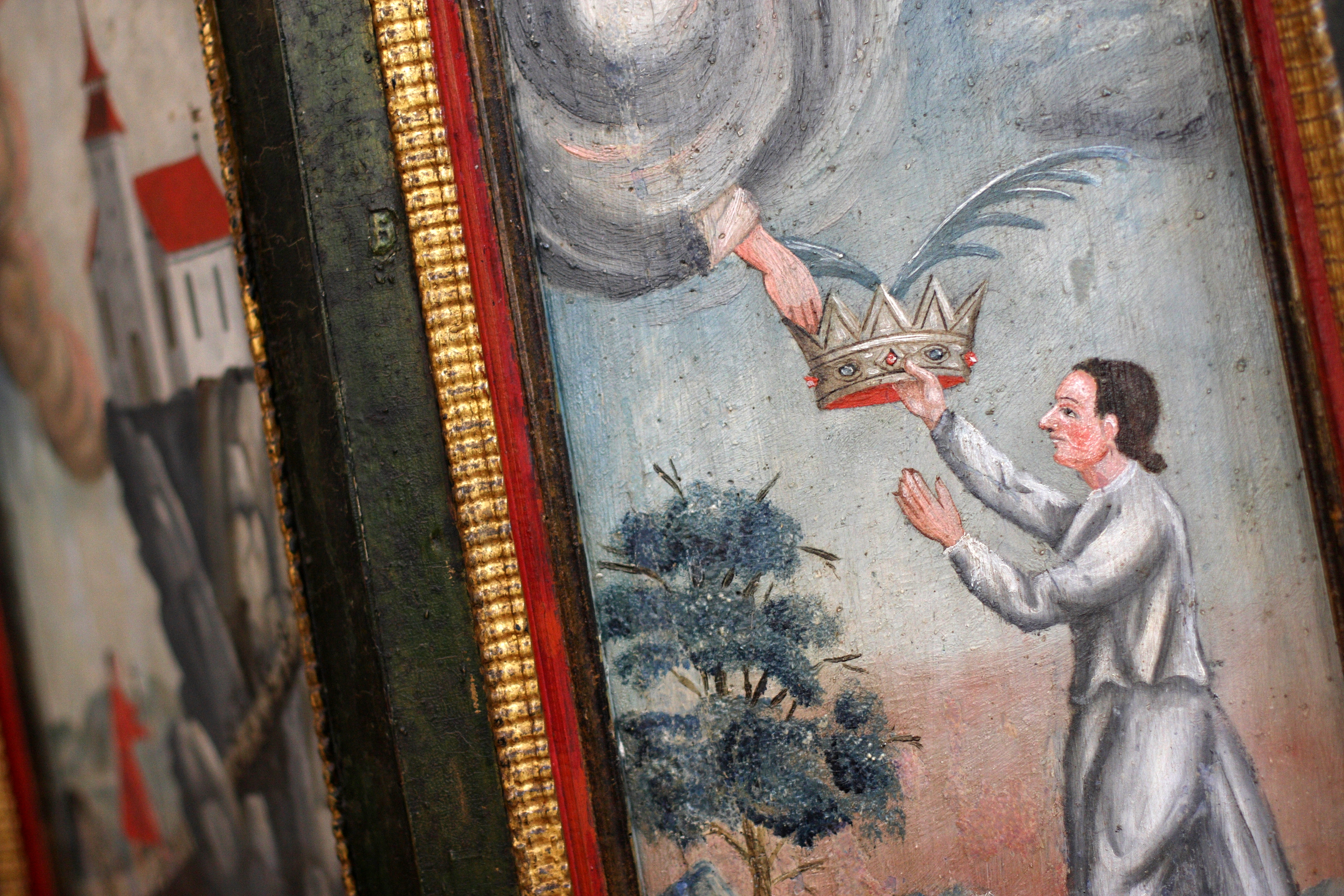
Pintura a les parets de la Ciutadella de Prejmer
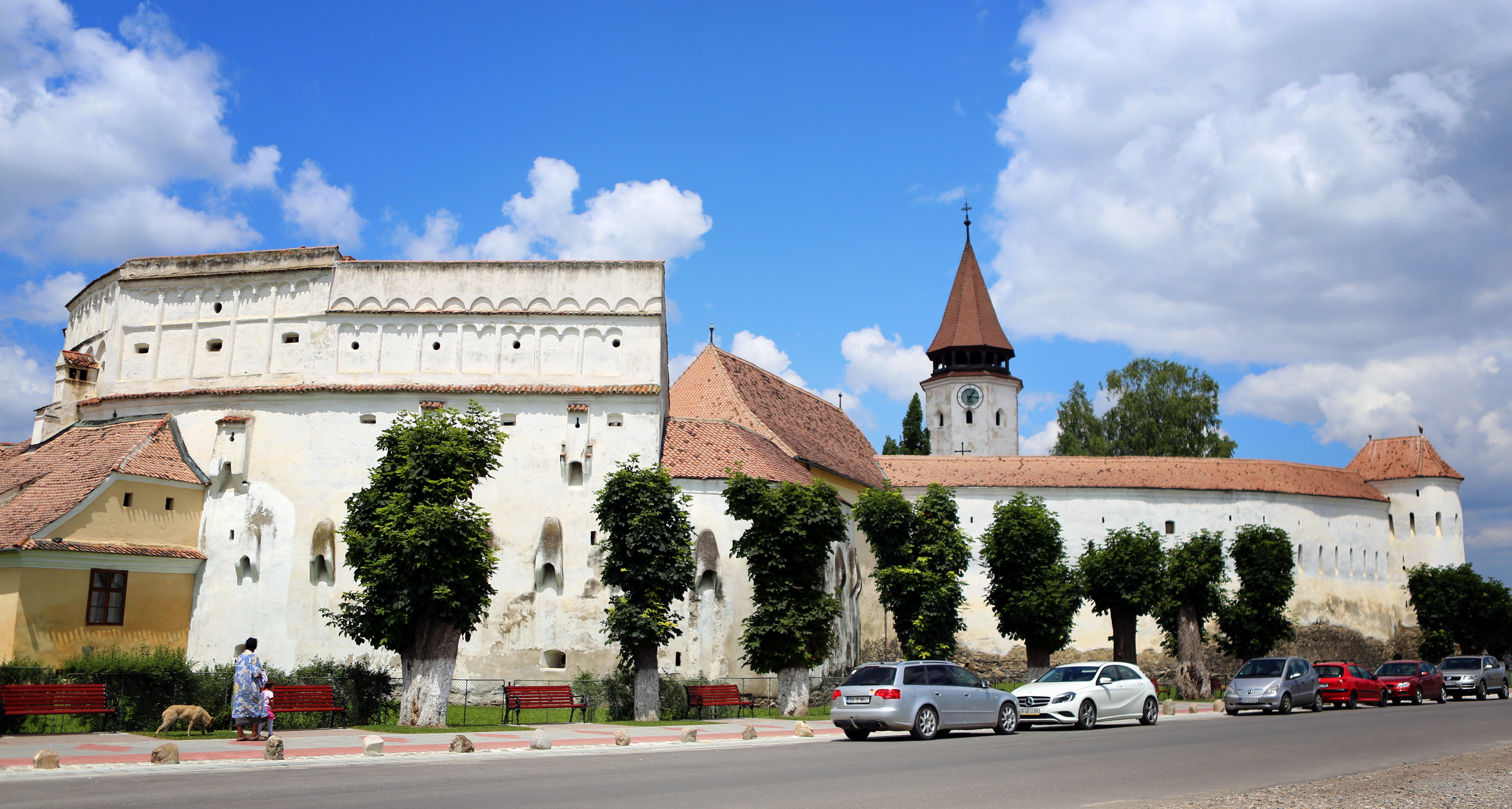
Església fortificada
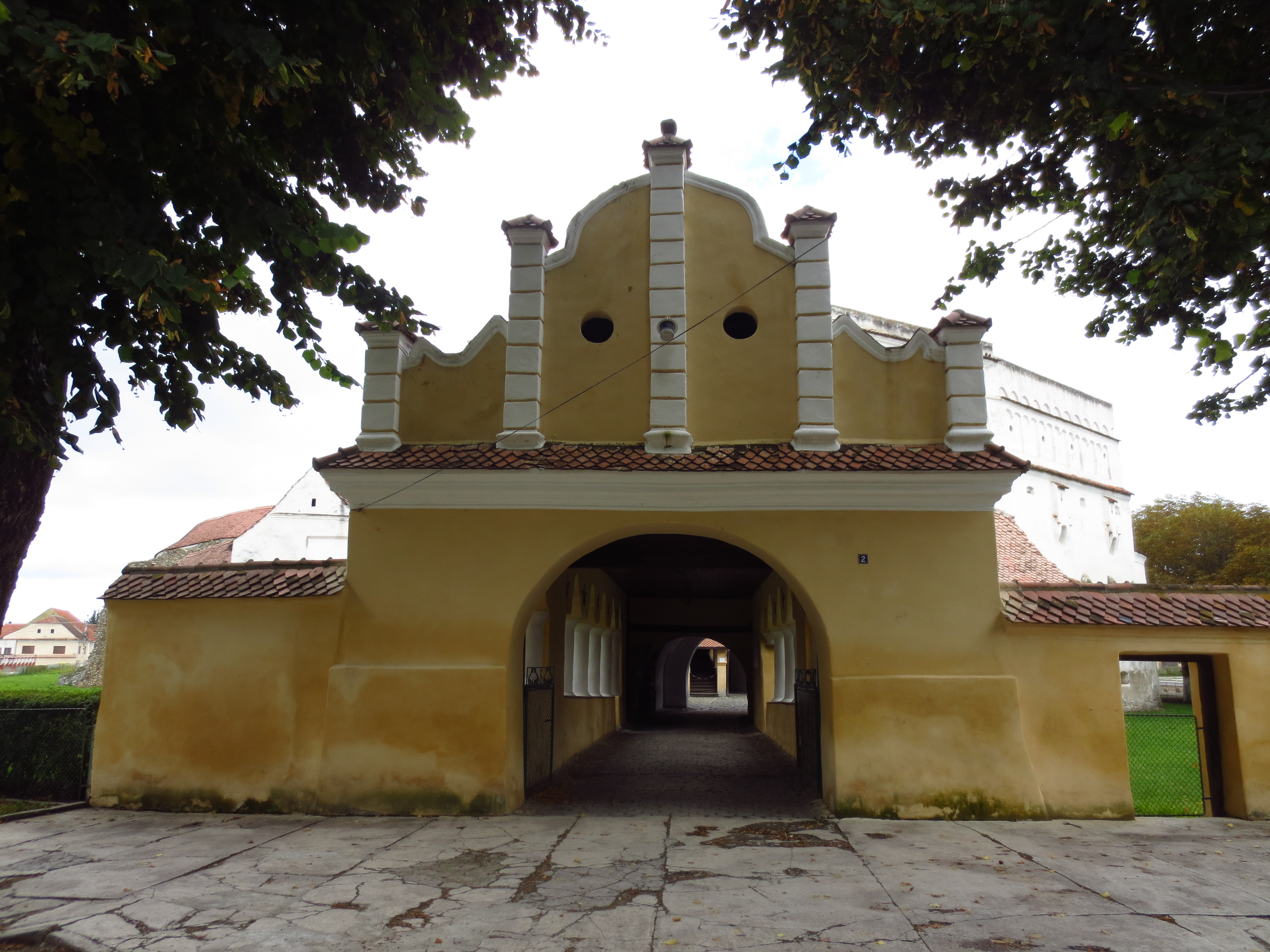
Entrada a l'església fortificada